# ピゾニアーノ
ピゾニアーノ（伊: Pisoniano）は、イタリア共和国ラツィオ州ローマ県にある、人口約700人の基礎自治体（コムーネ）。

## 地理

### 位置・広がり
ローマ県東部のコムーネ。

#### 隣接コムーネ
隣接するコムーネは以下の通り。
- ベッレグラ
- カプラーニカ・プレネスティーナ
- チェッレート・ラツィアーレ
- チチリアーノ
- ジェラーノ
- サン・ヴィート・ロマーノ

### 気候分類・地震分類
ピゾニアーノにおけるイタリアの気候分類 (it) および度日は、zona E, 2280 GGである。
また、イタリアの地震リスク階級 (it) では、zona 2B (sismicità media) に分類される。

## 行政

### 山岳部共同体
広域行政組織である山岳部共同体「モンティ＝サビニ・ティブルティーニ・コルニコラニ・エ・プレネスティーニ山岳部共同体」 (it:Comunità montana dei Monti Sabini, Tiburtini, Cornicolani e Prenestini) （事務所所在地: ティヴォリ）に属する。